# Philip Marlowe
Philip Marlowe es un famoso detective privado ficticio, creado por Raymond Chandler en sus novelas, incluyendo El sueño eterno y El largo adiós. Marlowe apareció inicialmente en una historia corta, llamada «Finger Man» («El confidente»), publicada en 1934. En esta aparición, sin embargo, Chandler no había desarrollado aún las características que se convertirían en su marca personal, y es difícil distinguirlo de otros personajes de Chandler, como John Dalmas o Carmady. Posteriormente, como se ve en sus siguientes novelas, Marlowe vive en Los Ángeles, mientras que en Finger Man habitaba en la ficticia ciudad de San Angelo.
Marlowe es un personaje típico de la novela estadounidense de detectives, iniciada por Dashiell Hammett y la revista Black Mask en la década de los 1920, donde los detectives privados eran observadores pesimistas y cínicos de una sociedad corrupta, aunque tanto Marlowe como otro duro detective, el Sam Spade de Hammett, persisten en su deslustrado idealismo.
Bajo la piel del duro y bebedor detective privado, Marlowe es un individuo contemplativo y filosófico. Marlowe adora el ajedrez y la poesía. A pesar de no tener miedo al dolor físico, no usa la violencia para ajustar cuentas. Su moral le permite resistir el hipnotismo de las femme fatales, como Carmen Sternwood en El sueño eterno. Chandler se refería así a su ideal de detective en general: “Creo que podría seducir a una duquesa, pero estoy bastante seguro de que no mancharía a una virgen”.
Philip Marlowe es además objeto de homenaje y coprotagonista de la novela Triste, Solitario y Final (1973) del escritor argentino Osvaldo Soriano.
El propio personaje se define a sí mismo de esta manera en la novela El Largo Adiós (1953):

Soy un investigador privado con licencia y llevo algún tiempo en este trabajo. Tengo algo de lobo solitario, no estoy casado, ya no soy un jovencito y carezco de dinero. He estado en la cárcel más de una vez y no me ocupo de casos de divorcio. Me gustan el whisky y las mujeres, el ajedrez y algunas cosas más. Los policías no me aprecian demasiado, pero hay un par con los que me llevo bien. Soy de California, nacido en Santa Rosa, padres muertos, ni hermanos ni hermanas y cuando acaben conmigo en un callejón oscuro, si es que sucede, como le puede ocurrir a cualquiera en mi oficio, y a otras muchas personas en cualquier oficio, o en ninguno, en los días que corren, nadie tendrá la sensación de que a su vida le falta de pronto el suelo.

## Influencias
El nombre de Marlowe probablemente derive tanto del poeta isabelino Christopher Marlowe como del narrador de la novela de Joseph Conrad El corazón de las tinieblas, que usaba un deletreo distinto del apellido. Marlowe ha sido interpretado en la pantalla por Humphrey Bogart, George Montgomery, Robert Mitchum, Elliot Gould, Danny Glover, James Caan y James Garner. En la radio, The Adventures of Philip Marlowe, el personaje era interpretado por Van Heflin en la NBC (del 17 de junio al 9 de septiembre de 1947) y por Gerald Mohr en la CBS (del 26 de septiembre de 1948 al 15 de septiembre de 1951). Powers Boothe hizo el papel de Marlowe en la serie de televisión de la HBO Philip Marlowe, Private Eye, que estuvo en la parrilla de 1984 a 1986.
Pese a todo, Chandler tenía un actor que encarnaba para él a Marlowe, y de ello dejó constancia (Raymond Chandler, Cartas y escritos inéditos, Ediciones de la Flor, Buenos Aires, 1976):

Si alguna vez hubiese tenido la oportunidad de elegir a un actor de cine que representara mejor la imagen que yo tengo de él, creo que tendría que haber sido Cary Grant.

## Novelas y relatos protagonizados Marlowe
- Finger Man (Finger Man, 1934), relato corto
- El sueño eterno (The Big Sleep, 1939)
- Adiós, muñeca (Farewell, My Lovely, 1940)
- La ventana siniestra (The High Window, 1942)
- La dama del lago (The Lady in the Lake 1943)
- La hermana pequeña (The Little Sister, 1949)
- El largo adiós (The Long Goodbye, 1953)
- Playback (Playback, 1958)
- Poodle Springs (Poodle Springs, 1959) (completada por Robert B. Parker en 1989)
- The Pencil / Marlowe Takes on the Syndicate (The Pencil, 1961). Relato corto
- Perchance to Dream (Perchance to Dream, 1991) (Robert B. Parker)
- Solo para soñar (Only to Sleep, 2020) (Lawrence Osborne)
- Raymond Chandler's Philip Marlowe: A Centenary Celebration (1988) (colección de relatos de Marlowe por otros autores, ed. Byron Preiss)
- Todo Marlowe (2009), todas las novelas de Marlowe en un solo libro (RBA Libros)

## Adaptaciones al cine
- Historia de un detective - dirigida por Edward Dmytrick (1945)
- El sueño eterno - dirigida por Howard Hawks (1946)
- La dama del lago - dirigida por Robert Montgomery (1947)
- The Brasher Doubloon - dirigida por John Brahm (1947)
- Marlowe, detective muy privado - dirigida por Paul Bogart (1969)
- El largo adiós (The Long Goodbye) - dirigida por Robert Altman (1973)
- Adiós, muñeca (Farewell my Lovely) - dirigida por Dick Richards (1975)
- Detective privado (remake de "El sueño eterno") - dirigida por Michael Winner (1978)
- Poodle Springs - dirigida por Bob Rafelson; con James Caan y Dina Meyer (1998)
- Marlowe - dirigida por Neil Jordan; con Liam Neeson, Diane Kruger y Jessica Lange (2022)